# Artrite idiopática juvenil
A artrite idiopática juvenil é uma forma de artrite juvenil idiopática, caracterizada por febre alta e erupções cutâneas passageiras, nomeada pelo médico inglês Senhor George Frederic Still (1861 - 1941). A doença foi descoberta primeiro em crianças, mas agora sabe-se que também acontece, menos comumente, em adultos.
Há várias teorias sobre a causa da doença de Still. Pode ser causada por uma infecção microbacterial. Porém, a causa da doença de Still permanece desconhecida. A patogênese da doença crê ser auto-imune.

## Formas clínicas

### Artrite sistêmica (Doença de Still)
É a AIJ em sua forma sistêmica, que recebe o nome de Doença de Still. Tem como principais características o quadro articular, febre alta intermitente, além de pelo menos um dos achados: rash, linfadenopatia, serosite ou hepatoesplenomegalia.

### AIJ oligoarticular (ou pauciarticular)
A AIJ pauciarticular é a forma mais comum de AIJ, correspondendo a cerca de metade dos casos. É definida pelo acometimento de menos de 5 articulações. Afeta mais as meninas que os meninos, na proporção de 4:1.

### AIJ poliarticular
A AIJ poliarticular é definida pelo acometimento de 5 ou mais articulações durante os 6 primeiros meses da doença. Pode ser dividida em: poliarticular com FR positivo ou poliarticular com FR negativo.

## Sintomas
Pacientes com a doença de Still normalmente têm sintomas sistêmicos. Sintomas habituais incluem:
- Ondas de febres altas que sobem a 40 °C (104 °F) que podem ser acompanhadas através de fadiga extrema
- Uma erupção cutânea cor salmão e não coça pode ser também observada
- Dor ao longo do corpo
- Dor muscular
- Dor e danos nas articulações

## Diagnóstico
Devido a doença apresentar-se de muitos modos diferentes, a diagnose é difícil. É freqüentemente um processo laborioso que consiste na eliminação de outras doenças. É diagnosticado em uma base de características clínicas da doença, com os resultados de vários testes comuns combinados. Artrites persistentes (durando 6 semanas pelo menos) freqüentemente é um sintoma. Uma erupção cutânea é freqüentemente visível no corpo, e os pacientes normalmente sofrem febres altas. Exames de sangue freqüentemente indicam elevada sedimentação nas células brancas, sugerindo que há inflamação. Também, baixo nível de glóbulos vermelhos (anemia) é comum. Tipicamente, exames de sangue elevados indicam  taxas de sedimentação altas, um indicador de inflamação. Também podem ser elevados outros indicadores de inflamação, inclusive CRP (proteína de c-reativa) e níveis de ferritina. Porém, os exames de sangue clássicos para artrites reumáticas e lúpus eritematoso sistêmico são normalmente negativos.

## Prognóstico
A febre e a maioria dos outros sintomas tendem a passar dentro de vários meses. Porém, a artrite pode se tornar um problema a longo prazo como uma doença crônica que persiste na maioridade. Além, desde que a doença pode apresentar como uma doença aguda na maioridade, muitos pacientes adultos com a Doença de Still crônica nunca mostraram sinais ou sintomas da doença na infância. A febre e os sintomas sistêmicos nestes pacientes podem diminuir, deixando apenas os sintomas da artrite. Reciprocamente, todos os sinais e sintomas, inclusive os da artrite, ou podem remeter completamente durante a maioridade, ou, menos comumente, continua indefinidamente durante a maioridade.